# Навибанк Сайгон
«Навибанк Сайгон» (вьет. Navibank Sài Gòn) — бывший вьетнамский футбольный клуб из Хошимина.
Клуб ведёт историю от созданной 1998 году футбольной команды 4-го военного округа Народной армии Вьетнама. Команда носила название «Куанкху 4» и базировалась в городе Вине. Она последовательно прошла все вьетнамские лиги, начиная с самых низших, и в 2008 году стала победителем Первого дивизиона. В 2009 году «Куанкху 4» дебютировал в V-лиге.
По окончании сезона было принято решение передать клуб под управление нового спонсора — «Навибанка» (вьет. Ngân hàng thương mại cổ phần Nam Việt). Команда сменила название и прописку, переехав в Хошимин. Футболистам был предоставлен выбор: остаться на военной службе или играть в обновлённой команде. В конце 2012 года «Навибанк Сайгон» был расформирован.

## Достижения
- Чемпионат Вьетнама:

8-е место в 2011
- Первый дивизион:

1-е место в 2008
- Кубок Вьетнама:

Победитель: 2011

## Выступления в чемпионатах Вьетнама
| Сезон    | 2009 | 2010 | 2011 | 2012 |
| -------- | ---- | ---- | ---- | ---- |
| Дивизион | 1    | 1    | 1    | 1    |
| Место    | 11   | 13   | 8    | 7    |

## Выступления в соревнованиях АФК
- Кубок АФК:

2012: групповой этап